# Godoncourt
Godoncourt ist eine französische Gemeinde im Département Vosges in der Region Grand Est mit 116 Einwohnern (Stand: 1. Januar 2022) Sie gehört zum Arrondissement Neufchâteau und zum Kanton Darney. Die Bewohner werden Godoncourtois und Godoncourtoises genannt.

## Geografie

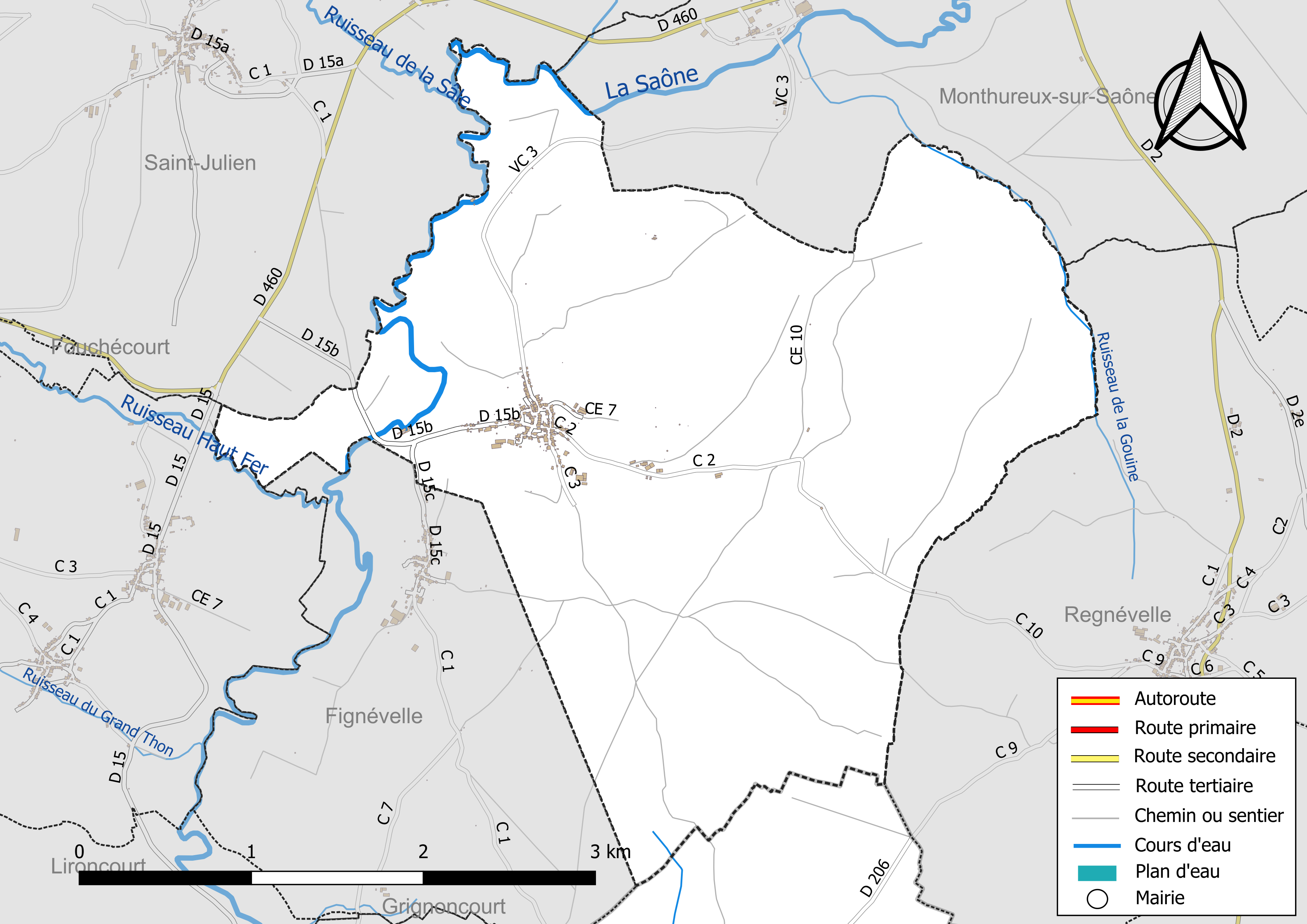
Gewässer und Straßen der Gemeinde

Die Gemeinde liegt etwa 23 Kilometer südlich von Vittel und etwa 45 Kilometer südwestlich von Épinal an der oberen Saône im äußersten Südwesten der ehemaligen Region Lothringen an der Grenze zum benachbarten Département Haute-Saône. Godoncourt liegt im Einzugsgebiet der Rhone und wird neben der Saône vom Ruisseau Haut Fer, dem fossé Sauvage, dem Ruisseau de la Gouine und dem Ruisseau Vadry entwässert. Über die Hälfte des Gemeindegebiets wird landwirtschaftlich genutzt.
Nachbargemeinden von Godoncourt sind Monthureux-sur-Saône im Nordosten, Regnévelle im Osten, Bousseraucourt (Haute-Saône) im Süden, Fignévelle und Les Thons im Südwesten sowie Saint-Julien im Nordwesten.

## Bevölkerungsentwicklung
| Godoncourt: Einwohnerzahlen von 1793 bis 2016                                                                              | Godoncourt: Einwohnerzahlen von 1793 bis 2016 | Godoncourt: Einwohnerzahlen von 1793 bis 2016 | Godoncourt: Einwohnerzahlen von 1793 bis 2016 | Godoncourt: Einwohnerzahlen von 1793 bis 2016 |
| --- | --------------------------------------------- | --------------------------------------------- | --------------------------------------------- | --------------------------------------------- |
| Jahr |                                               |                                               |                                               | Einwohner                                     |
| 1793 | 1793                                          |                                               | 763                                           | 763                                           |
| 1800 | 1800                                          |                                               | 806                                           | 806                                           |
| 1806 | 1806                                          |                                               | 752                                           | 752                                           |
| 1821 | 1821                                          |                                               | 870                                           | 870                                           |
| 1831 | 1831                                          |                                               | 792                                           | 792                                           |
| 1836 | 1836                                          |                                               | 797                                           | 797                                           |
| 1841 | 1841                                          |                                               | 782                                           | 782                                           |
| 1846 | 1846                                          |                                               | 715                                           | 715                                           |
| 1856 | 1856                                          |                                               | 611                                           | 611                                           |
| 1861 | 1861                                          |                                               | 633                                           | 633                                           |
| 1866 | 1866                                          |                                               | 666                                           | 666                                           |
| 1876 | 1876                                          |                                               | 605                                           | 605                                           |
| 1881 | 1881                                          |                                               | 547                                           | 547                                           |
| 1886 | 1886                                          |                                               | 547                                           | 547                                           |
| 1891 | 1891                                          |                                               | 545                                           | 545                                           |
| 1896 | 1896                                          |                                               | 499                                           | 499                                           |
| 1901 | 1901                                          |                                               | 501                                           | 501                                           |
| 1906 | 1906                                          |                                               | 469                                           | 469                                           |
| 1911 | 1911                                          |                                               | 397                                           | 397                                           |
| 1921 | 1921                                          |                                               | 357                                           | 357                                           |
| 1926 | 1926                                          |                                               | 366                                           | 366                                           |
| 1931 | 1931                                          |                                               | 376                                           | 376                                           |
| 1936 | 1936                                          |                                               | 291                                           | 291                                           |
| 1946 | 1946                                          |                                               | 242                                           | 242                                           |
| 1954 | 1954                                          |                                               | 222                                           | 222                                           |
| 1962 | 1962                                          |                                               | 259                                           | 259                                           |
| 1968 | 1968                                          |                                               | 208                                           | 208                                           |
| 1975 | 1975                                          |                                               | 182                                           | 182                                           |
| 1982 | 1982                                          |                                               | 171                                           | 171                                           |
| 1990 | 1990                                          |                                               | 143                                           | 143                                           |
| 1999 | 1999                                          |                                               | 152                                           | 152                                           |
| 2006 | 2006                                          |                                               | 136                                           | 136                                           |
| 2011 | 2011                                          |                                               | 133                                           | 133                                           |
| 2016 | 2016                                          |                                               | 131                                           | 131                                           |
| Quelle(n): EHESS/Cassini bis 1999, INSEE ab 2006 Anmerkung(en): Ab 1962 offizielle Zahlen ohne Einwohner mit Zweitwohnsitz |                                               |                                               |                                               |                                               |

## Sehenswürdigkeiten
- Kirche Saint-Remy aus dem 13. und 16. Jahrhundert, seit 1907 als Monument historique klassifiziert. Die Kirche birgt zahlreiche Ausstattungsgegenstände, die in der Base Palissy gelistet sind, darunter eine große Anzahl, die als Monument historique der beweglichen Objekte klassifiziert oder eingeschrieben sind.
- Kapelle der Einsiedelei Sainte-Anne aus dem 18. Jahrhundert
- Kapelle Notre-Dame-du-Crêt

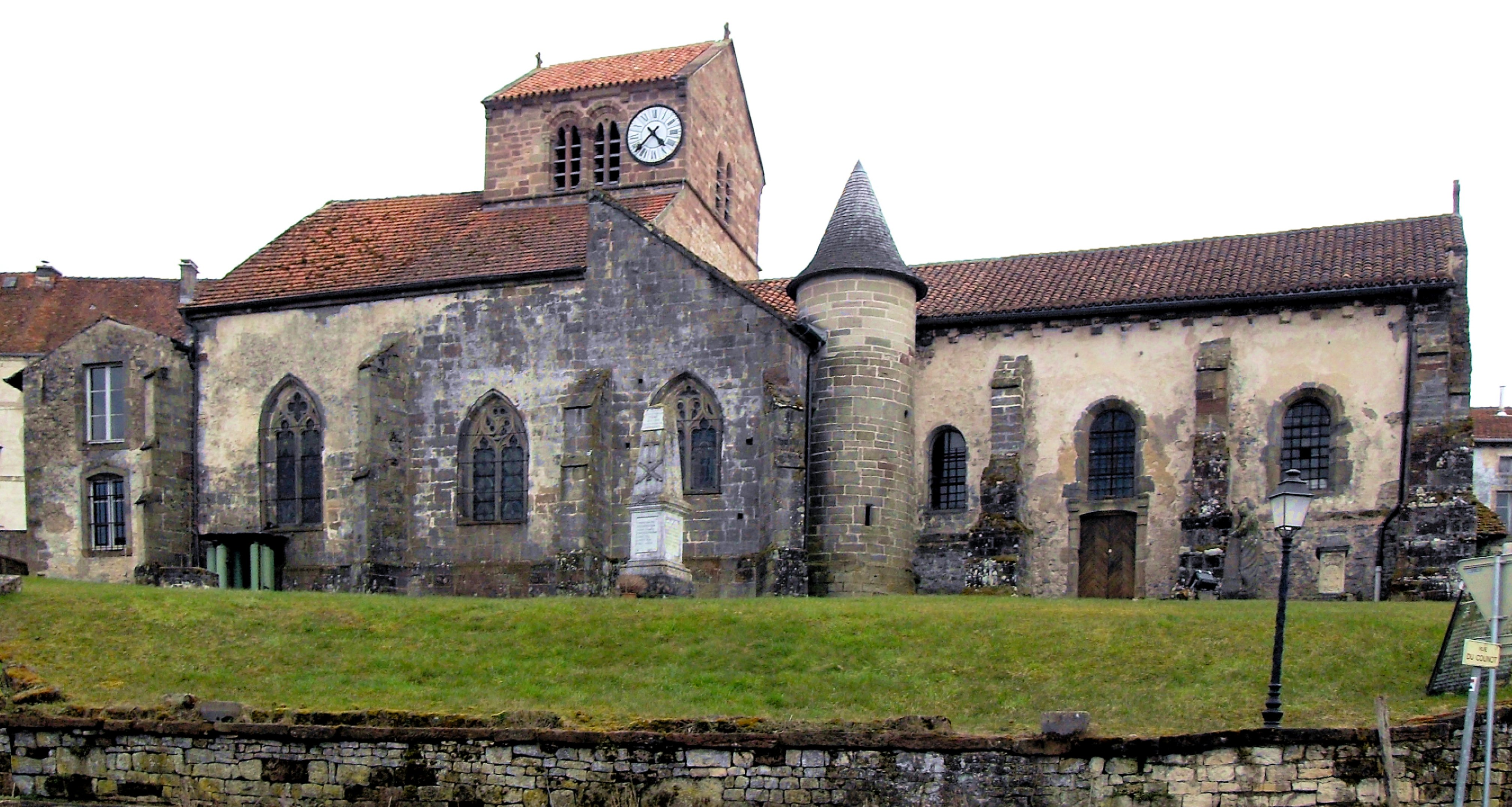
Kirche Saint-Remy
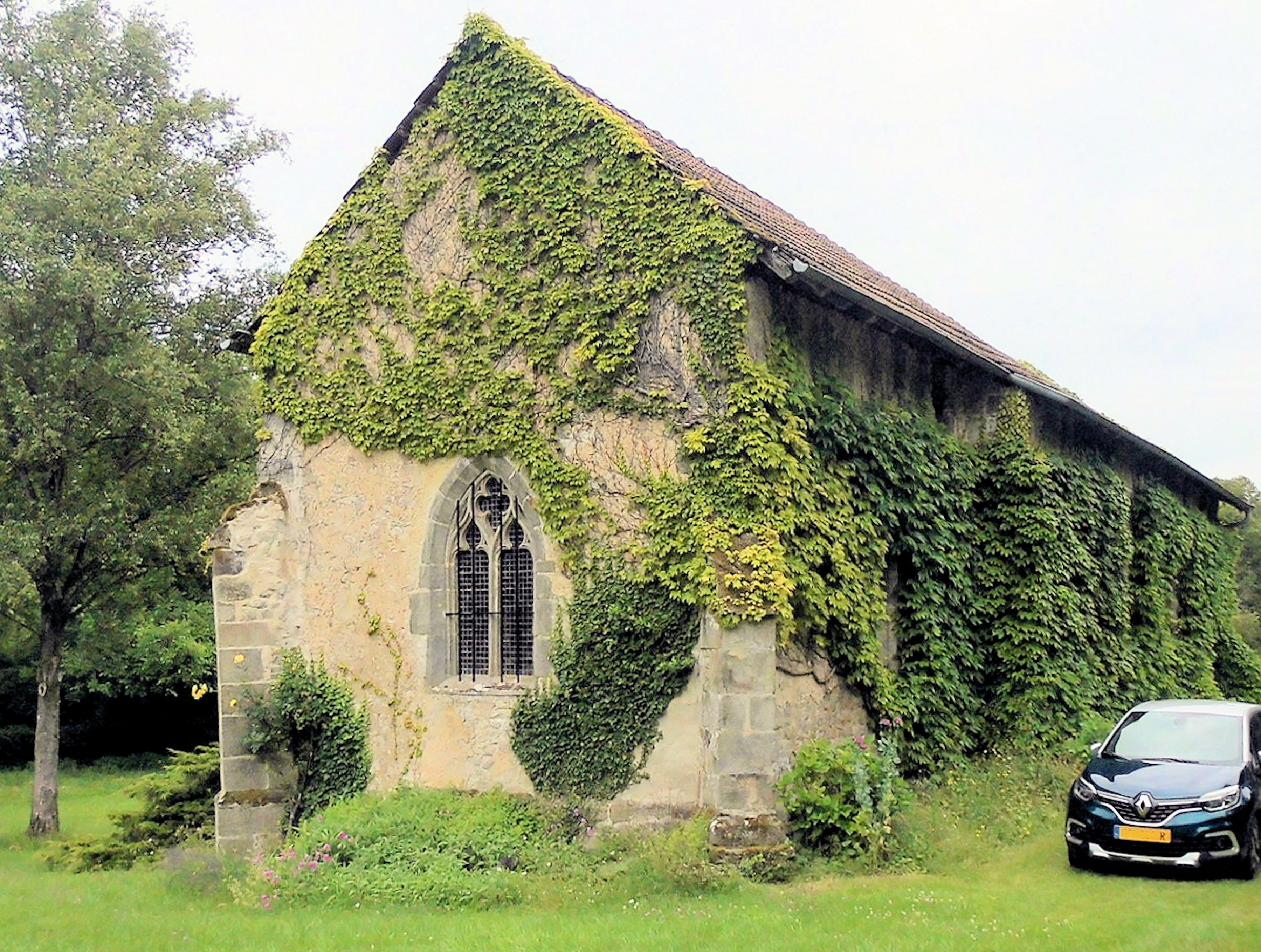
Kapelle Sainte-Anne
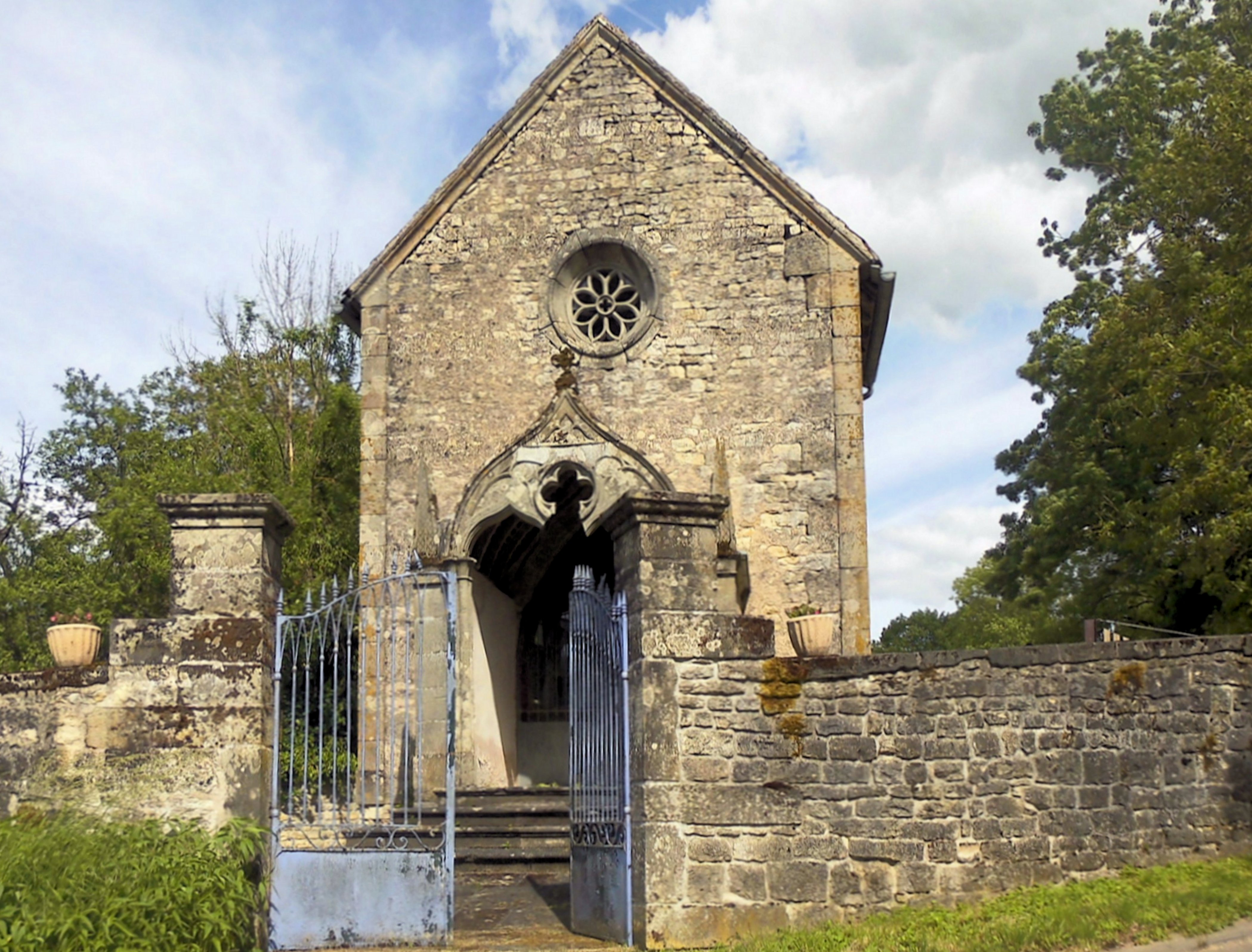
Kapelle Notre-Dame-du-Crêt
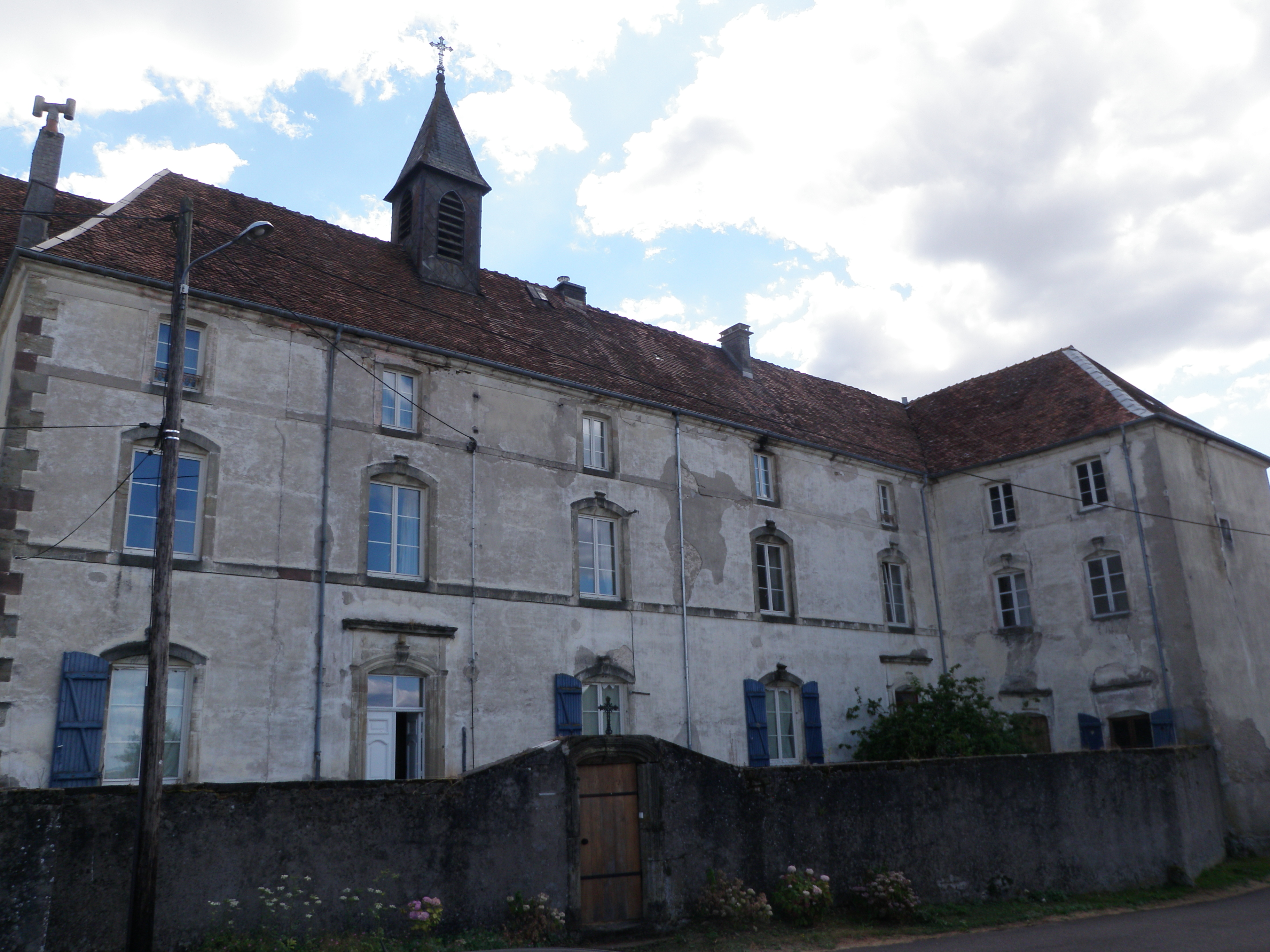
Ehemaliges Kloster